# Campionato europeo maschile under 21 di calcio 2015
Il Campionato europeo di calcio Under-21 2015 è stata la 20ª edizione del torneo, e si è svolto nella Repubblica Ceca dal 17 al 30 giugno 2015. Il titolo è andato per la prima volta nella storia alla Svezia, che ha superato il Portogallo 4-3 ai calci di rigore, dopo che i tempi regolamentari si erano conclusi sullo 0-0.
Le semifinaliste hanno ricevuto l'accesso al torneo olimpico svoltosi a Rio de Janeiro (Brasile) nel 2016.

## Scelta del paese organizzatore
La Repubblica Ceca è stata scelta come paese organizzatore dal Comitato esecutivo dell'UEFA, riunito il 20 marzo 2012 a Istanbul, in Turchia. In tale occasione, per l'Europa, il campionato U-21 ha avuto valore di qualificazione ai Giochi Olimpici che si sono tenuti nel 2016 in Brasile, assegnando i 4 posti a disposizione per il torneo di calcio, ossia le squadre nazionali che hanno raggiunto le semifinali (Svezia, Portogallo, Danimarca e Germania).

## Diritti TV
In Italia la competizione è stata trasmessa in diretta esclusiva da Rai Sport 1, Rai 2 e Rai 3, mentre gli incontri dell'Italia sono stati trasmessi, per la prima volta dal 2009, su Rai 1.

## Qualificazioni

### Squadre qualificate
| Squadra                            | Data            |
| ---------------------------------- | --------------- |
| Rep. Ceca (di diritto)             | 20 marzo 2012   |
| Italia (vincitrice spareggio)      | 14 ottobre 2014 |
| Germania (vincitrice spareggio)    | 14 ottobre 2014 |
| Inghilterra (vincitrice spareggio) | 14 ottobre 2014 |
| Portogallo (vincitrice spareggio)  | 14 ottobre 2014 |
| Serbia (vincitrice spareggio)      | 14 ottobre 2014 |
| Danimarca (vincitrice spareggio)   | 14 ottobre 2014 |
| Svezia (vincitrice spareggio)      | 14 ottobre 2014 |

## Stadi
| Praga            | Praga Olomouc Uherské Hradiště | Olomouc          |
| ---------------- | ------------------------------ | ---------------- |
| Eden Aréna       | Praga Olomouc Uherské Hradiště | Andrův stadion   |
| Capienza: 20 800 | Praga Olomouc Uherské Hradiště | Capienza: 12 566 |
|                  | Praga Olomouc Uherské Hradiště |                  |
| Praga            | Praga Olomouc Uherské Hradiště | Uherské Hradiště |
| Stadion Letná    | Praga Olomouc Uherské Hradiště | Městský stadion  |
| Capienza: 19 784 | Praga Olomouc Uherské Hradiště | Capienza: 8 121  |
|                  | Praga Olomouc Uherské Hradiště |                  |

## Sorteggio
Il sorteggio per la fase finale è stato effettuato il 6 novembre 2014 al Clarion Congress Hotel di Praga. In base al ranking, l'Inghilterra era testa di serie assieme ai padroni di casa della Repubblica Ceca. Non potevano essere quindi sorteggiate nello stesso gruppo, così come la seconda e la terza del ranking, Italia e Germania. Le quattro squadre rimanenti sono state poste nell'ultima urna e hanno occupato le restanti posizioni nei due gironi.
| Teste di serie                      | Seconda fascia      | Terza fascia                               |
| ----------------------------------- | ------------------- | ------------------------------------------ |
| - Rep. Ceca (A1) - Inghilterra (B1) | - Italia - Germania | - Portogallo - Danimarca - Svezia - Serbia |

## Convocazioni
Le liste ufficiali, composte da ventitré giocatori (di cui tre portieri), sono state presentate alla UEFA entro il 7 giugno 2015. Fino a ventiquattro ore prima della partita d'esordio della squadra, tuttavia, è ancora ammessa la possibilità di sostituire uno o più convocati in caso di infortunio che ne pregiudichi la disputa del torneo.
Sono selezionabili i giocatori nati dopo il 1º gennaio 1992.

## Fase a gruppi

### Girone A

#### Classifica
| Pos. | Squadra   | Pt | G | V | N | P | GF | GS | DR |
| ---- | --------- | -- | - | - | - | - | -- | -- | -- |
| 1.   | Danimarca | 6  | 3 | 2 | 0 | 1 | 4  | 4  | 0  |
| 2.   | Germania  | 5  | 3 | 1 | 2 | 0 | 5  | 2  | +3 |
| 3.   | Rep. Ceca | 4  | 3 | 1 | 1 | 1 | 6  | 3  | +3 |
| 4.   | Serbia    | 1  | 3 | 0 | 1 | 2 | 1  | 7  | -6 |

#### Risultati
| Arbitro: | Szymon Marciniak |

|               |           |                           |
| Kadeřábek 35’ | Marcatori | 56’ Vestergaard 84’ Sisto |

| Arbitro: | Javier Estrada Fernández |

|         |           |            |
| Can 17’ | Marcatori | 8’ Đuričić |

| Arbitro: | Clément Turpin |

|  |           |                                 |
|  | Marcatori | 7’, 21’, 56’ Kliment 59’ Frýdek |

| Arbitro: | Sergej Karasëv |

|                             |           |  |
| Volland 32’, 48’ Ginter 53’ | Marcatori |  |

| Arbitro: | Danny Makkelie |

|            |           |            |
| Krejčí 66’ | Marcatori | 55’ Schulz |

| Arbitro: | Tasos Sidīropoulos |

|                      |           |  |
| Falk 21’ Fischer 47’ | Marcatori |  |

### Girone B

#### Classifica
| Pos. | Squadra     | Pt | G | V | N | P | GF | GS | DR |
| ---- | ----------- | -- | - | - | - | - | -- | -- | -- |
| 1.   | Portogallo  | 5  | 3 | 1 | 2 | 0 | 2  | 1  | +1 |
| 2.   | Svezia      | 4  | 3 | 1 | 1 | 1 | 3  | 3  | 0  |
| 3.   | Italia      | 4  | 3 | 1 | 1 | 1 | 4  | 3  | +1 |
| 4.   | Inghilterra | 3  | 3 | 1 | 0 | 2 | 2  | 4  | -2 |

#### Risultati
| Arbitro: | Tasos Sidīropoulos |

|                    |           |                                      |
| Berardi 29’ (rig.) | Marcatori | 56’ Guidetti 86’ (rig.) Kiese Thelin |

| Arbitro: | Danny Makkelie |

|  |           |                |
|  | Marcatori | 57’ João Mário |

| Arbitro: | Javier Estrada Fernández |

|  |           |             |
|  | Marcatori | 85’ Lingard |

| Uherské Hradiště 21 giugno 2015, ore 20:45 CEST Incontro 8 | Italia           | 0 – 0 referto | Portogallo | Městský stadion (7 085 spett.)\| Arbitro: \| Szymon Marciniak \| |
| Arbitro:                                                   | Szymon Marciniak |               |            |                                                                  |

| Arbitro: | Sergej Karasëv |

|               |           |                              |
| Redmond 90+3’ | Marcatori | 25’ Belotti 27’, 72’ Benassi |

| Arbitro: | Clément Turpin |

|               |           |              |
| Paciência 82’ | Marcatori | 89’ Tibbling |

## Fase a eliminazione diretta

### Tabellone
|  | Semifinali | Semifinali | Semifinali |            |              | Finale       | Finale | Finale |  |
|  |            |            |            |            |              |              |        |        |  |
|  | 1A         | Danimarca  | 1          |            |              |              |        |        |  |
|  | 1A         | Danimarca  | 1          |            |              |              |        |        |  |
|  | 2B         | Svezia     | 4          |            |              |              |        |        |  |
|  | 2B         | Svezia     | 4          |            | Svezia (dtr) | Svezia (dtr) | 0 (4)  |        |  |
|  |            |            |            |            | Svezia (dtr) | Svezia (dtr) | 0 (4)  |        |  |
|  |            |            | Portogallo | Portogallo | 0 (3)        |              |        |        |  |
|  | 1B         | Portogallo | Portogallo | Portogallo | 0 (3)        | 5            |        |        |  |
|  | 1B         | Portogallo |            |            |              |              |        |        |  |
|  | 2A         | Germania   | 0          |            |              |              |        |        |  |

### Semifinali
| Arbitro: | Tasos Sidīropoulos |

|                                                                   |           |  |
| B. Silva 25’ Ricardo 33’ Cavaleiro 45+1’ João Mário 46’ Horta 71’ | Marcatori |  |

| Arbitro: | Sergej Karasëv |

|          |           |                                                              |
| Bech 63’ | Marcatori | 23’ (rig.) Guidetti 26’ Tibbling 83’ Quaison 90+5’ Hiljemark |

### Finale
| Arbitro: | Szymon Marciniak |

|                                                     |                      |                                            |
| Guidetti Kiese Thelin Augustinsson Khalili Lindelöf | Tiri di rigore 4 – 3 | Paciência Tó Zé Esgaio João Mário Carvalho |

| Svezia | Portogallo |

| Svezia:       |    |                     |      |     |
|               |    |                     |      |     |
| P             | 1  | Patrik Carlgren     |      |     |
| DD            | 2  | Victor Lindelöf     | 112’ |     |
| DC            | 3  | Alexander Milošević |      |     |
| DC            | 4  | Filip Helander      |      | 46’ |
| DS            | 5  | Ludwig Augustinsson |      |     |
| CC            | 7  | Oscar Hiljemark (c) |      |     |
| CC            | 6  | Oscar Lewicki       |      |     |
| CD            | 8  | Abdul Khalili       |      |     |
| CS            | 16 | Simon Tibbling      |      | 66’ |
| AC            | 10 | John Guidetti       |      |     |
| AC            | 11 | Isaac Kiese Thelin  |      |     |
| Sostituzioni: |    |                     |      |     |
| D             | 17 | Joseph Baffoe       | 110’ | 46’ |
| C             | 20 | Robin Quaison       |      | 66’ |
| CT:           |    |                     |      |     |
| Håkan Ericson |    |                     |      |     |

| Portogallo:   |    |                     |  |     |
|               |    |                     |  |     |
| P             | 1  | José Sá             |  |     |
| DD            | 2  | Ricardo Esgaio      |  |     |
| DC            | 4  | Paulo Oliveira      |  |     |
| DC            | 3  | Tiago Ilori         |  |     |
| DS            | 5  | Raphaël Guerreiro   |  |     |
| CC            | 6  | William Carvalho    |  |     |
| CD            | 23 | João Mário          |  |     |
| CC            | 10 | Bernardo Silva      |  |     |
| CS            | 8  | Sérgio Oliveira (c) |  | 54’ |
| AC            | 21 | Ricardo Pereira     |  | 70’ |
| AC            | 18 | Ivan Cavaleiro      |  | 61’ |
| Sostituzioni: |    |                     |  |     |
| C             | 20 | Tó Zé               |  | 54’ |
| A             | 11 | Iuri Medeiros       |  | 61’ |
| A             | 9  | Gonçalo Paciência   |  | 70’ |
| CT:           |    |                     |  |     |
| Rui Jorge     |    |                     |  |     |

## Squadra del torneo[5]
| Portiere José Sá | Difensori Victor Lindelöf Filip Helander Raphaël Guerreiro Jannik Vestergaard | Centrocampisti Oscar Lewicki William Carvalho Bernardo Silva Ivan Cavaleiro Nathan Redmond | Attaccante Kevin Volland |

## Classifica marcatori[6]
3 reti
- Jan Kliment

2 reti
- Kevin Volland
- Marco Benassi
- João Mário
- John Guidetti (1 rigore)
- Simon Tibbling

1 rete
- Jannik Vestergaard
- Pione Sisto
- Rasmus Falk Jensen
- Uffe Manich Bech
- Viktor Fischer
- Emre Can
- Matthias Ginter
- Nico Schulz

- Jesse Lingard
- Nathan Redmond
- Andrea Belotti
- Domenico Berardi (1 rigore)
- Ivan Cavaleiro
- Gonçalo Paciência
- Bernardo Silva
- Ricardo

- Ricardo Horta
- Ladislav Krejčí
- Martin Frýdek
- Pavel Kadeřábek
- Filip Đuričić
- Isaac Kiese Thelin (1 rigore)
- Oscar Hiljemark
- Robin Quaison